# گلندیل (میسیسیپی)
گلندیل (به انگلیسی: Glendale) مکانی در ایالت میسیسیپی کشور ایالات متحده آمریکا است که جمعیت آن در سرشماری سال ۲۰۱۰ میلادی، ۱٬۶۵۷
نفر بوده‌است.